# اوتریاز
اوتریاز (به فرانسوی: Outriaz) یک کمون در فرانسه است که در Canton of Brénod واقع شده‌است.

## خصوصیات
اوتریاز ۵٫۹۱ کیلومترمربع مساحت و ۲۶۶ نفر جمعیت دارد و ۶۸۰ متر بالاتر از سطح دریا واقع شده‌است.